# Ерік Стівен Реймонд
Ерік Стівен Реймонд, часто згадуваний як ESR (англ. Eric Steven Raymond; 4 грудня 1957) — програміст, та популяризатор відкритого програмного забезпечення. Став відомим у хакерській культурі, коли почав обслуговувати «Jargon File» у 1990. Після публікації в 1997 книжки «Собор і базар», Реймонд на багато років став неофіційним речником руху відкритого програмного забезпечення.
Ерік Реймонд є автором «Закону Лінуса» — «при достатній кількості очей вади випливають на поверхню».
Також він є співзасновником Open Source Initiative.
Ерік Реймонд написав багато статей та інструкцій, зокрема:
- Книгу «Мистецтво Unix програмування»[2];
- Частину документації Python[3];
- Статтю «Як стати хакером»[4];
- Кампанії в грі Battle for Wesnoth його авторства;